# Alfred Hill
Alfred Francis Hill (født 16. december 1869 i Melbourne, Australien - død 30. oktober 1960) var en australsk/new zealansk komponist.
Hill var født i Melbourne, men levede det meste af sit liv i New Zealand.
Han studerede i Leipzig i Tyskland mellem 1887 og 1891. Blev der bekendt med Johannes Brahms, Edvard Grieg, Pjotr Tjajkovskij og Max Bruch.
Hill var med til at skabe mange af de mange klassiske konservatorier i New Zealand og Australien.
Han har komponeret 13 symfonier, 5 koncerter, 8 operaer, 17 strygekvartetter, 11 korværker og 72 klaverstykker.
Hill hører til en af de betydelige australske komponister i slutningen af det 19 århundrede, til midten af det 20 århundrede.

## Udvalgte værker
- Symfoni nr. 1 "Maori" (1901)(ufuldendt) - for orkester
- Symfoni nr. 2 "Livsglæde" (1941) - for orkester
- Symfoni nr. 3 "Australien" (1951) - for orkester
- Symfoni nr. 4 "Stræben efter lykke" (1955) - for orkester
- Symfoni nr. 5 "Karneval" (1955) - for orkester
- Symfoni nr. 6 "keltisk" (1956) - for orkester
- Symfoni nr. 7 (1956) - for orkester
- Symfoni nr. 8 "Menneskets sind" (1957) - for strygeorkester
- Symfoni nr. 9 "Melodiøs" (1957) - for strygerorkester
- Symfoni nr. 10 "Kort Symfoni" (1958) - for orkester
- Symfoni nr. 11 "De fire Nationer" (1958) - for strygeorkester
- Symfoni nr. 12 (1959) - for orkester
- Symfoni nr. 13 (1959) - for strygeorkester
- Trompetkoncert (1915) - for trompet og orkester
- Violinkoncert (1932) - for violin og orkester
- Bratschkoncert (1940) - for bratsch og orkester
- Valdhornkoncert (1947) - for valdhorn og orkester
- Klaverkoncert (19?) - for klaver og orkester